# ブラックバーン ボウタ
ブラックバーン ボウタ
ブラックバーン B.26 ボウタ
- 用途：雷撃機
- 製造者：ブラックバーン・エアクラフト
- 運用者： イギリス（イギリス空軍）
- 初飛行：1938年12月28日
- 生産数：580機
- 運用開始：1939年12月12日
- 退役：1944年9月

ボウタ（Botha）はブラックバーン社で生産され、第二次世界大戦初期にイギリスの沿岸航空隊で使用された偵察雷撃機である。

## 概要
ボウタは三座双発の偵察兼雷撃機として、ブラックバーン社で1935年から設計開発が開始された。途中三座から四座に仕様変更されたが1936年末には設計段階で、イギリス空軍から442機の発注を受けた。
1938年末に一号機が初飛行し、1939年7月には量産機が空軍に納入され始めた。完成した実機は、アスペクト比の小さな主翼の高翼双発で、短い機首の片側のみに爆撃手用の窓が設けられるなど特徴の多い機体であった。しかし、エンジンが馬力不足なことによって、動きが鈍重かつ安定性が不足していた為、実戦部隊では評判が悪かった。そのため実戦部隊においては一部隊で1940年の半年程の間に哨戒任務に使用されたのみだった。戦地から引き上げられた後は、訓練部隊で航法、射撃訓練に用いられたが、それほど活躍しないまま1944年には全機退役した。
総生産機数は580機。

## 開発経緯・運用
1935年にイギリス空軍省から出された沿岸航空隊向けの偵察爆撃機の仕様には、ブラックバーン社とブリストル社が応募した。この仕様に従ってブラックバーン社が開発したのがボウタである（ブリストル社において開発された機体はボーフォートとなった）。空軍省の要求としては、ブリストル・パーシューズ星型 850hp エンジンを装備した3座双発機で、雷撃の他に戦術偵察機としても使用できることとなっていた。しかし、途中から仕様が3座から4座に変更になり機体を大型化する必要が出たため、仕様どおりのパーシューズエンジンでは出力不足であることが明白となった。ブラックバーン社では、エンジンをより強力なブリストル・トーラスに変更することを要望したが、ボウタに提供する余裕がないという理由で却下され結局パーシューズエンジンのまま開発されることになった。
1936年末にはまだ開発中にもかかわらず442機の量産機の発注が行われ、1938年末には原型機が完成、初飛行した。そして、1939年7月には量産第1号機が完成した。量産機では、エンジンはブリストル・パシューズ10 880hp となり若干パワーアップされている。機体はアスペクト比の小さな主翼の高翼双発で、短い機首は片側（機体を上面から見て右側）のみ爆撃手用に窓が設けられていた。また、操縦席後方の胴体の両側に、偵察用に張り出した窓が設けられていた。尾翼は、機体の規模に比べて背の高い物が装備されている。武装は機体の前部に固定機銃を持つ他に胴体後上部に銃塔を備え、胴体内の爆弾倉には魚雷若しくは爆弾を格納することができた。
しかし、量産機においてパワーアップしたにもかかわらずエンジンは馬力不足で、雷撃・爆撃に用いるには動きが鈍重だった。また、機体設計のまずさにより飛行時の縦安定性が決定的に不足していた。加えて、旋回銃塔を操作すると気流の乱れにより横揺れを起こすなど、ボウタは実用機としては欠点が多過ぎた。
ボウタは1940年の5月から12月の間に1部隊が北海上空の哨戒飛行に使用したが非常に評判が悪く、すぐに内地の訓練飛行隊に回されることになった。訓練部隊では航法や射撃訓練機として使用された他、連絡機としても少数が使われた。しかし、ここでも劣悪な操縦性が嫌われ評判は芳しくなかった。結局、多くの機体は訓練部隊でも飛行することなく廃棄処分されたと言われている。訓練部隊においては1944年頃まで使用された。
総生産機数は580機で、約670機が生産キャンセルされている。

## 仕様
- 全長：15.6 m
- 全幅：18.0 m
- 全高：4.46 m
- 全備重量：8,350 kg

三面図

- エンジン：ブリストル・パーシュース10 空冷9気筒 880 hp
- 最大速度：401 km/h
- 実用上限高度：5,340 m
- 航続距離：2,000 km
- 武装
  - 魚雷×1または爆弾800kg
  - 7.7mm機銃×3
- 乗員 4名